# Kuddby distrikt
Kuddby distrikt är ett distrikt i Norrköpings kommun och Östergötlands län. 
Distriktet ligger i sydost om Norrköping. 

## Tidigare administrativ tillhörighet
Distriktet inrättades 2016 och utgör socknen Kuddby i Norrköpings kommun.
Området motsvarar den omfattning Kuddby församling hade vid årsskiftet 1999/2000.